# Associazione Calcio Pavia 2011-2012
Questa voce raccoglie le informazioni riguardanti l'Associazione Calcio Pavia nelle competizioni ufficiali della stagione 2011-2012.

## Stagione
Il Pavia viene inserito nel girone A della Lega Pro Prima Divisione 2011-2012. Ancora prima dell'inizio del campionato, l'allenatore Benny Carbone lascia l'incarico per tentare l'avventura in Serie B, sulla panchina del Varese; in sua sostituzione viene chiamato Manuele Domenicali.
Il Pavia inizia il torneo a passo lento, nelle prime sei giornate raccoglie 7 punti. Dopo la sconfitta nel turno infrasettimanale con la Spal (4-0), la squadra inanella una serie di prestazioni non positive, con due sconfitte interne contro Viareggio e Lumezzane. Domenicali viene esonerato alla 9ª giornata e il suo posto viene preso da Rosario Pergolizzi. Dopo il pareggio sul campo della capolista Ternana, riprende una serie di risultati negativi con cinque sconfitte consecutive che costringono Pergolizzi alle dimissioni e relegano il Pavia agli ultimi posti in classifica. Il ruolo di allenatore viene assunto da Claudio Sangiorgio, già nel ruolo tecnico societario come allenatore in seconda.
Alla fine del girone d'andata il Pavia è ultimo con 9 punti, il bottino più esiguo di tutto il calcio professionistico italiano. Dopo un pareggio e quattro sconfitte anche Sangiorgio viene esonerato; al suo posto viene chiamato Giorgio Roselli. Dopo i pareggi con Monza e Foligno, contro la Spal il Pavia torna alla vittoria (1-0) alla 7ª giornata di ritorno. Seguono le vittorie esterne a Viareggio, a Lumezzane, e a Vercelli e poi all'ultima giornata a Foggia, oltre alla vittoria casalinga con il Como. Alla fine della stagione regolare il Pavia evita l'ultimo posto, che rimane al Foligno retrocesso diretto, e accede al Play-out, dove affronta la SPAL. La gara di andata al Fortunati termina (0-0), così il Pavia deve vincere a Ferrara se vuole salvarsi, perché la SPAL era meglio piazzata al termine della stagione regolare. Il 27 maggio 2012 la squadra pavese vince (0-2) a Ferrara con gol di Cesca e Marchi, centrando una salvezza miracolosa, che era apparsa una chimera a fine gennaio, ma anche per tutta la stagione.
Nella Coppa Italia di Lega Pro la squadra pavese disputa il girone A di qualificazione, che ha promosso Cuneo e Valenzana.

## Rosa
| N. |                   | Ruolo | Calciatore         |
| -- | ----------------- | ----- | ------------------ |
|    | Italia (bandiera) | C     | Federico Bufalino  |
|    | Italia (bandiera) | P     | Ivan Cacchioli     |
|    | Italia (bandiera) | D     | Nebil Caidi        |
|    | Italia (bandiera) | D     | Gaetano Capogrosso |
|    | Italia (bandiera) | C     | Lorenzo Carotti    |
|    | Italia (bandiera) | A     | Alessandro Cesca   |
|    | Italia (bandiera) | C     | Antonio Cinelli    |
|    | Italia (bandiera) | C     | Jacopo Dall'Oglio  |
|    | Italia (bandiera) | A     | Andrea D'Errico    |
|    | Italia (bandiera) | P     | Davide Facchin     |
|    | Italia (bandiera) | C     | Filippo Falco      |
|    | Italia (bandiera) | D     | Gianluca Fasano    |
|    | Italia (bandiera) | D     | Riccardo Fissore   |

| N. |                     | Ruolo | Calciatore          |
| -- | ------------------- | ----- | ------------------- |
|    | Italia (bandiera)   | C     | Lorenzo Galassi     |
|    | Italia (bandiera)   | D     | Mavillo Gheller     |
|    | Italia (bandiera)   | A     | Mattia Marchi       |
|    | Italia (bandiera)   | C     | Luca Meregalli      |
|    | Paraguay (bandiera) | C     | David Meza Colli    |
|    | Italia (bandiera)   | C     | Enrico Pezzi        |
|    | Italia (bandiera)   | C     | Gabriele Puccio     |
|    | Spagna (bandiera)   | A     | Alejandro Rodríguez |
|    | Italia (bandiera)   | D     | Fabio Romeo         |
|    | Italia (bandiera)   | A     | Mattia Sprocati     |
|    | Italia (bandiera)   | C     | Giuseppe Statella   |
|    | Italia (bandiera)   | A     | Marco Veronese      |
|    | Italia (bandiera)   | D     | Dani Verruschi      |

## Risultati

### Lega Pro Prima Divisione

#### Girone di andata
| Arbitro: | Intagliata (Siracusa) |

|               |           |                     |
| Rodriguez 48’ | Marcatori | 30’ (rig.) P. Rossi |

| Arbitro: | La Penna (Roma) |

|                                   |           |                        |
| Ginestra 45’ (rig.) Galabinov 76’ | Marcatori | 66’ Falco 79’ D'Errico |

| Arbitro: | Aversano |

|                                 |           |                      |
| L. Chiaretti 48’ Nic. Russo 90’ | Marcatori | 24’ (aut.) Antonazzo |

| Pavia 25 settembre 2011 4ª giornata | Pavia           | 0 – 0 | Carpi | Stadio Pietro Fortunati\| Arbitro: \| Adducci (Paola) \| |
| Arbitro:                            | Adducci (Paola) |       |       |                                                          |

| Arbitro: | Taioli (Cesena) |

|                                   |           |                                 |
| Campinoti 11’ Iacopino 42’ (rig.) | Marcatori | 14’ (rig.) Meza Colli 80’ Falco |

| Arbitro: | Caso (Verona) |

|                                    |           |  |
| Marchi 40’ Puccio 58’ D'Errico 84’ | Marcatori |  |

| Arbitro: | Penno (Nichelino) |

|                        |           |  |
| Arma 9’, 34’, 40’, 68’ | Marcatori |  |

| Arbitro: | Chiffi (Padova) |

|              |           |                          |
| Veronese 82’ | Marcatori | 6’ Lamorte 39’ Cristiani |

| Arbitro: | Martinelli (Roma) |

|  |           |                              |
|  | Marcatori | 58’ (rig.) Diana 82’ Finazzi |

| Arbitro: | Adducci (Paola) |

|                        |           |                            |
| Litteri 4’ Docente 77’ | Marcatori | 44’ Rodriguez 90+2’ Marchi |

| Arbitro: | D'Angelo (Ascoli Piceno) |

|            |           |                      |
| Marchi 15’ | Marcatori | 56’ Fabiano 79’ Masi |

| Arbitro: | Soricaro (Barletta) |

|              |           |  |
| Favasuli 87’ | Marcatori |  |

| Arbitro: | Fiore (Barletta) |

|          |           |              |
| Falco 7’ | Marcatori | 15’, 35’ Cia |

| Arbitro: | Verdenelli (Foligno) |

|                         |           |            |
| Ciotola 37’ Doumbia 89’ | Marcatori | 57’ Fasano |

| Arbitro: | Fabbri (Ravenna) |

|                            |           |                             |
| Fasano 62’ Rodriguez 90+1’ | Marcatori | 14’ Zigoni 55’, 72’ Lasagna |

| Arbitro: | Merlino (Udine) |

|                   |           |           |
| R. Bortolotto 45’ | Marcatori | 18’ Falco |

| Arbitro: | Paolini (Ascoli Piceno) |

|  |           |                     |
|  | Marcatori | 56’ Cruz 61’ Meduri |

#### Girone di ritorno
| Arbitro: | Bruno (Torino) |

|                          |           |                      |
| Alessi 41’ Ardizzone 67’ | Marcatori | 55’ (rig.) M. Marchi |

| Arbitro: | Oliveri (Palermo) |

|  |           |                                    |
|  | Marcatori | 18’ Carlini 88’ (rig.) S. Scappini |

| Arbitro: | Benassi (Bologna) |

|  |           |                     |
|  | Marcatori | 48’ Coly 78’ Di Deo |

| Arbitro: | Rasia (Bassano del Grappa) |

|                                |           |           |
| Memushaj 59’ Eusepi 67’ (rig.) | Marcatori | 44’ Falco |

| Pavia 5 febbraio 2012 22ª giornata | Pavia             | 0 – 0 | Monza | Stadio Pietro Fortunati\| Arbitro: \| Bellotti (Verona) \| |
| Arbitro:                           | Bellotti (Verona) |       |       |                                                            |

| Arbitro: | Ripa (Nocera Inferiore) |

|                               |           |                         |
| Coresi 33’ (rig.) Galuppo 73’ | Marcatori | 7’ Statella 59’ Cinelli |

| Arbitro: | De Benedictis (Bari) |

|           |           |  |
| Cesca 90’ | Marcatori |  |

| Arbitro: | Lanza (Nichelino) |

|          |           |                         |
| Zaza 66’ | Marcatori | 6’ Cesca 32’, 51’ Falco |

| Arbitro: | Formato (Benevento) |

|                       |           |                              |
| F. Ferrari 82’ (rig.) | Marcatori | 23’ Carotti 59’ (rig.) Falco |

| Pavia 18 marzo 2012 27ª giornata | Pavia             | 0 – 0 | Ternana | Stadio Pietro Fortunati\| Arbitro: \| Ghersini (Genova) \| |
| Arbitro:                         | Ghersini (Genova) |       |         |                                                            |

| Arbitro: | Illuzzi (Molfetta) |

|  |           |             |
|  | Marcatori | 49’ Carotti |

| Arbitro: | Casaluci (Lecce) |

|           |           |              |
| Cesca 50’ | Marcatori | 53’ G. Tulli |

| Arbitro: | Dei Giudici (Latina) |

|                                 |           |  |
| A. Signorini 12’ Ousmane Sy 51’ | Marcatori |  |

| Arbitro: | Oliveri |

|                            |           |               |
| Statella 14’ Verruschi 30’ | Marcatori | 90+2’ Doumbia |

| Arbitro: | Colarossi (Roma) |

|           |           |               |
| Zigoni 4’ | Marcatori | 70’ M. Marchi |

| Arbitro: | Marini (Roma) |

|                            |           |                                   |
| D'Errico 35’ M. Marchi 78’ | Marcatori | 24’ (rig.), 82’ (rig.) A. Dionisi |

| Arbitro: | Bruno (Torino) |

|                 |           |                    |
| D. Ferreira 27’ | Marcatori | 16’, 63’ M. Marchi |

#### Play-out
| Pavia 20 maggio 2012 Andata | Pavia           | 0 – 0 | Real SPAL | Stadio Pietro Fortunati\| Arbitro: \| Pasqua (Tivoli) \| |
| Arbitro:                    | Pasqua (Tivoli) |       |           |                                                          |

| Arbitro: | Roca (Foggia) |

|  |           |                         |
|  | Marcatori | 51’ Cesca 80’ M. Marchi |

### Coppa Italia Lega Pro

#### Fase eliminatoria a gironi
| Arbitro: | Lanza (Nichelino) |

|                       |           |                                 |
| Vignati 26’ Lillo 34’ | Marcatori | 19’, 90’ Rodriguez 63’ D'Errico |

| Arbitro: | Manganiello (Pinerolo) |

|                        |           |                                         |
| D'Errico 44’ Falco 48’ | Marcatori | 28’ Miracoli 47’ Cappellini 83’ Lorusso |

| Arbitro: | Fabbrini (Livorno) |

|  |           |                                         |
|  | Marcatori | 43’ Falco 47’, 88’ D'Errico 73’ Galassi |

| Arbitro: | Valente (Roma) |

|                     |           |                                                |
| Meza Colli 53’, 89’ | Marcatori | 8’, 47’ Ingari 25’ Fantini 72’ (aut.) N. Caidi |